# عيسى الكبيسي
عيسى الكبيسي (10 يناير 1974 -)، مغني وملحن قطري، كما أنه رئيس مجلس إدارة مركز الفنون الموسيقية بـدولة قطر

## بداياته الفنية
بدأ عيسى الكبيسي رحلته الفنية في بداية التسعينيات تحديدا في العام 1993 من خلال برنامج مواهب في تلفزيون قطر.
درس في اكاديمية الفنون المعهد العالي للموسيقى العربية بالقاهرة.

## الألبومات
للفنان عيسى الكبيسي عدد من الألبومات:
- الأول:- أغـــار 1996
- الثاني:- شلونك حبيبي 1997
- الثالث:- الذيب 1998
- الرابع:- راحت الفرصة عليك 2002
- الخامس:- روق البال 2005
- السادس:- تحديتهم 2010

## الأوبريتات
- 1 :- مولد ديرة 1997
- 2 :- سيرة وطن 1998
- 3 :- قلب الذهب 1999
- 4 :- قطر المجد 2002
- 5 :- رسالة أمة 2002
- 6 :- وطن وقائد 2003
- 7 :- مي وغيلان 2006
- 8 :- ارض المها 2006
- 9 :- اللؤلؤة بين الدشة والقفال 2010
- 10 :- المؤسس جاسم بن محمد 2011
- 11 :- بكرا 2011

## المهرجانات
- 1 :- مهرجان الدوحة للأغنية الثالث
- 2 :- مهرجان الدوحة للأغنية الرابع
- 3 :- مهرجان الدوحة للأغنية السادس
- 4 :- مهرجان الدوحة للأغنية العاشر
- 5 :- مهرجان الربيع سوق واقف الأول 2011
- 6 :- مهرجان عيد الفطر المبارك سوق واقف 2011
- 7 :- مهرجان الاغنية العربية الجماهيرية الليبية 2004
- 8 :- مهرجان اوسكار الفيديو كليب شرم الشيخ مصر 2006
- 9 :- مهرجان الاغنية العربية تونس 2008
- 10 :- مهرجان الريان سوق واقف 2013
- 11 :- مهرجان الربيع سوق واقف 2014

## الحفلات
- حفلة اليوبيل الفضي عام 1999
- حفلة المجلس الوطني الثقافي 2006

## الجلسات
- 1 :- جلسة تلفزيون قطر 2003
- 2 :- جلسة تلفزيون قطر 2004
- 3 :- جلسة تلفزيون قطر 2005
- 4 :- جلسة صوت الخليج 2003
- 5 :- جلسة صوت الخليج 2004
- 6 :- جلسة صوت الخليج 2012
- 7 :- جلسة اذاعة قطر 2004
- 8 :- جلسة اذاعة قطر 2006
- 9 :- جلسة اذاعة الريان برنامج 102 اف ام 2012
- 10 :- جلسة طرب عيسى الكبيسي 2013

## البرامج
- 1 :- الليوان تلفزيون قطر 2002
- 2 :- الليوان تلفزيون قطر 2003
- 3 :- الليوان تلفزيون قطر 2004
- 4 :- الليوان تلفزيون قطر 2005
- 5 :- تاراتاتا قناة دبي 2009
- 6 :- زهرة الخليج قناة ابوظبي 2010
- 7 :- سوالفنا حلوة قناة دبي 2010
- 8 :- تاراتاتا قناة دبي 2011
- 9 :- تو الليل قناة الوطن الكويت 2013
- 10 :- وانسة ام بي سي اف ام 2013
- 11 :- ليالي العيد تلفزيون قطر 2013
- 12 :- فيض المشاعر تلفزيون قطر وإذاعة صوت الخليج 2014

## وطنيات
- 1 :- اليوم يوم السعد، دار التميمي حمد
- 2 :- الديرة
- 3 :- يا تميم المجد
- 4 :- كلنا حمد
- 5 :- يا وطنا

## الجوائز
- 1 :- جائزة أفضل لحن أغنية انا مشتاق في مهرجان الاغنية العربية تونس 2008[بحاجة لمصدر]
- 2 :- جائزة احسن مطرب عربي أغنية مليون حكاية في مهرجان اوسكار الفيديو كليب شرم الشيخ مصر 2006 [محل شك]

## مناسبات
افتتاح دورة الألعاب الآسيوية 2006